# Сольна
Сольна (швед. Solna) — коммуна в Швеции, в составе агломерации Стокгольма.

## География

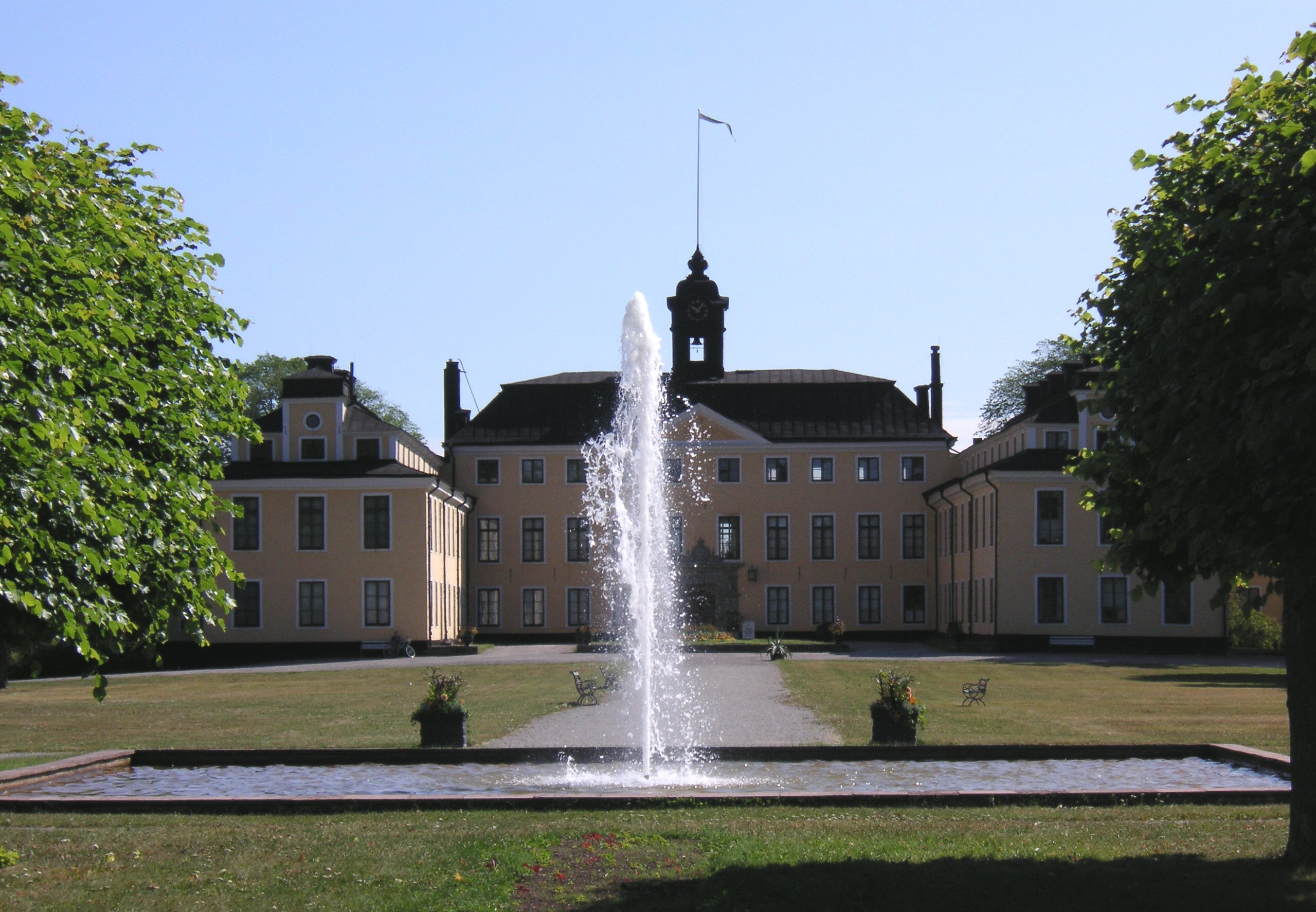
Дворец Ульриксдаль

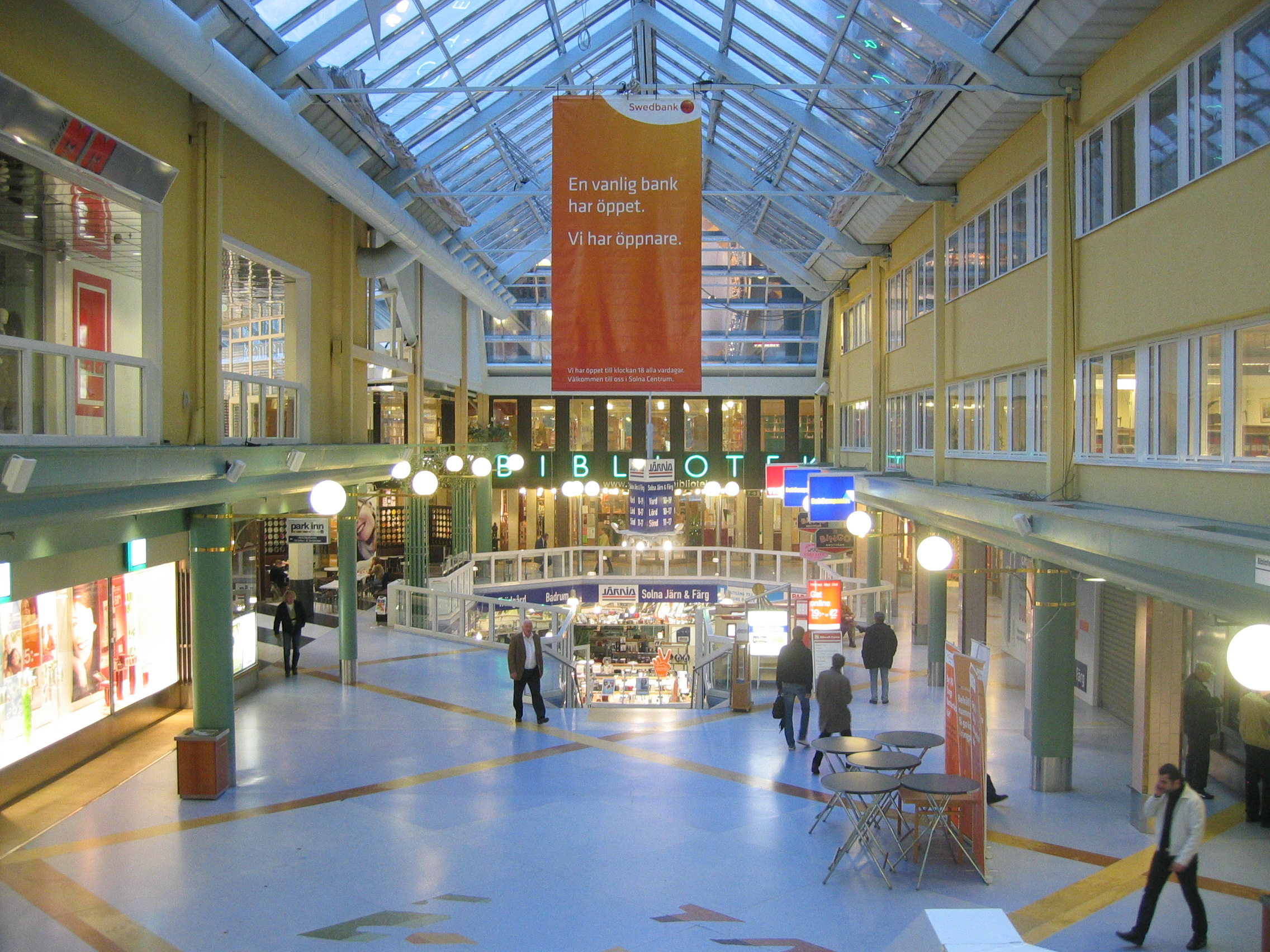
Галерея в Сольна-Центрум

Коммуна Сольна находится на востоке Швеции, в составе лена Стокгольм. Она граничит с коммунами Сундбюберг, Соллентуна и Дандерюд. Ныне это — один из районов города Стокгольм. Ранее Сольна входила в состав исторической провинции Уппланд. На территории Сольны лежат озёра Бруннсвикен и Эдсвикен. Из достопримечательностей следует отметить дворцы Ульриксдаль и Карлберг, а также парковую зону Хагапаркен. Здесь также находится главная футбольная арена Швеции — стадион Friends Arena.

## Экономика
Район Сольна является индустриально развитым. Здесь работают медицинский Каролинский институт, предприятия Siemens и Scandinavian Airlines System, фирмы BMW и Lidl, а также ряд крупных шведских производителей (ICA, Billerud, Axfood, обе крупнейшие шведские строительные фирмы Skanska и NCC AB). В Сольне находится один из кампусов Стокгольмского университета (для иностранных студентов).

## Спорт
Известнейший спортивный клуб в Сольне АИК. 1 июля 1912 года в Сольне футбольная команда
Германии одержала свою крупнейшую победу над футбольной сборной России, а сборная России в свою очередь потерпела крупнейшее поражение в истории (вкл. сб. СССР и новейшую историю) — со счётом 16:0.

## Города-партнёры
- Бербанк, США
- Гладсаксе, Дания
- Пирккала, Финляндия
- Ши, Норвегия
- Валмиера, Латвия
- Каламария, Греция
- Варшава-Бемово, Польша